# Wongsakorn Chaikultewin
Wongsakorn Chaikultewin (Thai: วงศกร ชัยกุลเทวินทร์, * 16. September 1996 in Chonburi), auch als Wong bekannt, ist ein thailändischer Fußballspieler.

## Karriere

### Verein
Seine fußballerische Laufbahn begann 2010 in Pak Kret, einem nördlichen Vorort der Hauptstadt Bangkok, in der Jugendmannschaft von Muangthong United. Hier spielte er vier Jahre, bevor er 2014 vom Jugendteam in die Seniorenmannschaft wechselte. Meistens wurde der begabte Spieler an unterklassige Teams ausgeliehen. In seiner Zeit bei Muangthong United spielte er fünfmal für den Verein. 2014 wurde er das erste Mal ausgeliehen. Er wechselte zu nach Nakhon Nayok zum Nakhon Nayok FC, wo er fünf Spiele bestritt. 2015 wurde er zum Nonthaburi FC und Samut Songkhram FC ausgeliehen. Für Nonthaburi spielte er sechzehn Mal und schoss zwei Tore. Beim Samut lief er zwölf Mal auf und schoss vier Tore. 2016 wurde er die gesamte Saison nach Pattaya zum Erstligaaufsteiger Pattaya United ausgeliehen. Er lief 26-mal in der Thai Premier League auf und schoss zwei Tore. Hier wurde er zum Publikumsliebling. 2017 wurde er für die Rückserie von Pattaya United ausgeliehen. Er spielte sieben Mal für den Verein und schoss ein Tor. An die Leistungen von 2016 konnte er nicht mehr anknüpfen. 2018 wurde er dann an den Zweitligisten Udon Thani FC ausgeliehen. Er lief sechs Mal für den Verein auf. 2019 wurde er an den Erstliga-Aufsteiger Trat FC aus Trat ausgeliehen. Für den Aufsteiger absolvierte er 28 Erstligaspiele. Nach einem Jahr verließ er Trat und ging 2020 auf Leihbasis zum Ligakonkurrenten Nakhon Ratchasima FC nach Nakhon Ratchasima. Am 1. Juli 2020 kehrte er nach der Ausleihe zu Muangthong zurück. Mit Muangthong stand er am 16. Juni 2024 im Finale des Thai League Cup. Hier verlor man mit 1:0 gegen den Erstligisten BG Pathum United FC. Am 24. Mai 2025 stand er mit Muangthong im Finale des FA Cups, das man mit 3:2 gegen den Meister Buriram United verlor. Im Sommer 2025 wechselte er zum zweiten Mal auf Leihbasis zum Zweitligisten Trat FC.

### Nationalmannschaft
Von 2011 bis 2012 bestritt er vier Spiele für die thailändische U-16-Nationalmannschaft. 2015 lief er zweimal für die thailändische U-21-Nationalmannschaft. 2016 brachte er es auf drei Einsätze in der thailändischen U-23-Nationalmannschaft, in denen er ein Tor erzielen konnte.

## Erfolge
Muangthong United
- Thailändischer Ligapokalfinalist: 2023/24
- Thailändischer Pokalfinalist: 2024/25